# Statens nämnd för byggnadsforskning
Statens nämnd för byggnadsforskning, ursprungligen Statens kommitté för byggnadsforskning, var en svensk myndighet som existerade 1942-1960. Namnbytet från kommitté till nämnd skedde 1953. 1960 delades nämnden i två myndigheter: dels ett forskningsråd, Statens råd för byggnadsforskning, och dels ett forskningsinstitut, Statens institut för byggnadsforskning.